# Inmigración venezolana en Argentina
La inmigración venezolana en Argentina se refiere a un movimiento migratorio desde Venezuela hacia la Argentina. 
Es un fenómeno que ha cobrado una gran importancia a principios del siglo XXI, principalmente desde mediados de la década de 2010. Se trata en su mayoría de jóvenes estudiantes, quienes arriban al país para comenzar o terminar sus estudios universitarios, pero también hay una importante cantidad de emprendedores y de adultos que llegan con títulos en mano a buscar trabajo. La comunidad venezolana en Argentina se encuentra entre las de mayor crecimiento en los últimos años.

Pirámide poblacional de nacidos en Venezuela, según el censo de 2022.

De acuerdo con los datos del censo nacional de 2022 residen más de 161.495 venezolanos en Argentina, aunque según los datos del RENAPER podrían ser más de 197.395 en 2024. Según el Registro Nacional de las Personas (RNP) argentino, hacia diciembre de 2014 habían 4781 venezolanos con residencia permanente en el país y 8342 con residencia temporaria. Durante el año 2017, se radicaron un total de 27 075 venezolanos, estimándose así una población total de más de 38 540 ciudadanos venezolanos residiendo en Argentina para ese año. En 2022, se contabilizaron 220 595 venezolanos residentes en Argentina, según los datos de la Alto Comisionado de las Naciones Unidas para los Refugiados.

## Historia y características
Durante el gobierno de Carlos Menem, la televisión argentina vivió una época de gran crecimiento, por cual varios artistas de América Latina, entre ellos muchos venezolanos, y españoles llegaron al país para grabar telenovelas atraídos por los sueldos en dólares durante la etapa de la convertibilidad. Algunos de los actores venezolanos que arribaron al país en esos momentos fueron: Fernando Carrillo, Hilda Abrahamz, Grecia Colmenares, Catherine Fulop, entre otros.
Después de la crisis del año 2001, la televisión en Argentina se vio bastante afectada por lo cual, muchos de los artistas venezolanos regresaron a su país y algunos otros se fueron para Estados Unidos, Colombia y México.
Desde el año 2013, con la llegada de Nicolás Maduro al poder, la crisis económica, política y social en Venezuela ha ido en aumento, por lo que muchos venezolanos buscan salir de su país.
Actualmente, Argentina es uno de los diez países que más reciben inmigrantes de Venezuela, ubicándose sexta a nivel regional, después de Colombia, Perú, Ecuador, Chile y Brasil, y octava a nivel mundial. El perfil de los inmigrantes venezolanos en el país rioplatense es de jóvenes con carreras universitarias, tales como medicina o ingeniería, o que buscan estudiar en el país cursos relacionados al arte, como fotografía, cine, y diseño.
Asimismo, en ciudades como Buenos Aires, Córdoba y Rosario, comenzó un gran auge de comida venezolana por lo cual, han aparecido muchos restaurantes dedicados a dicha gastronomía, principalmente en la Capital Federal.

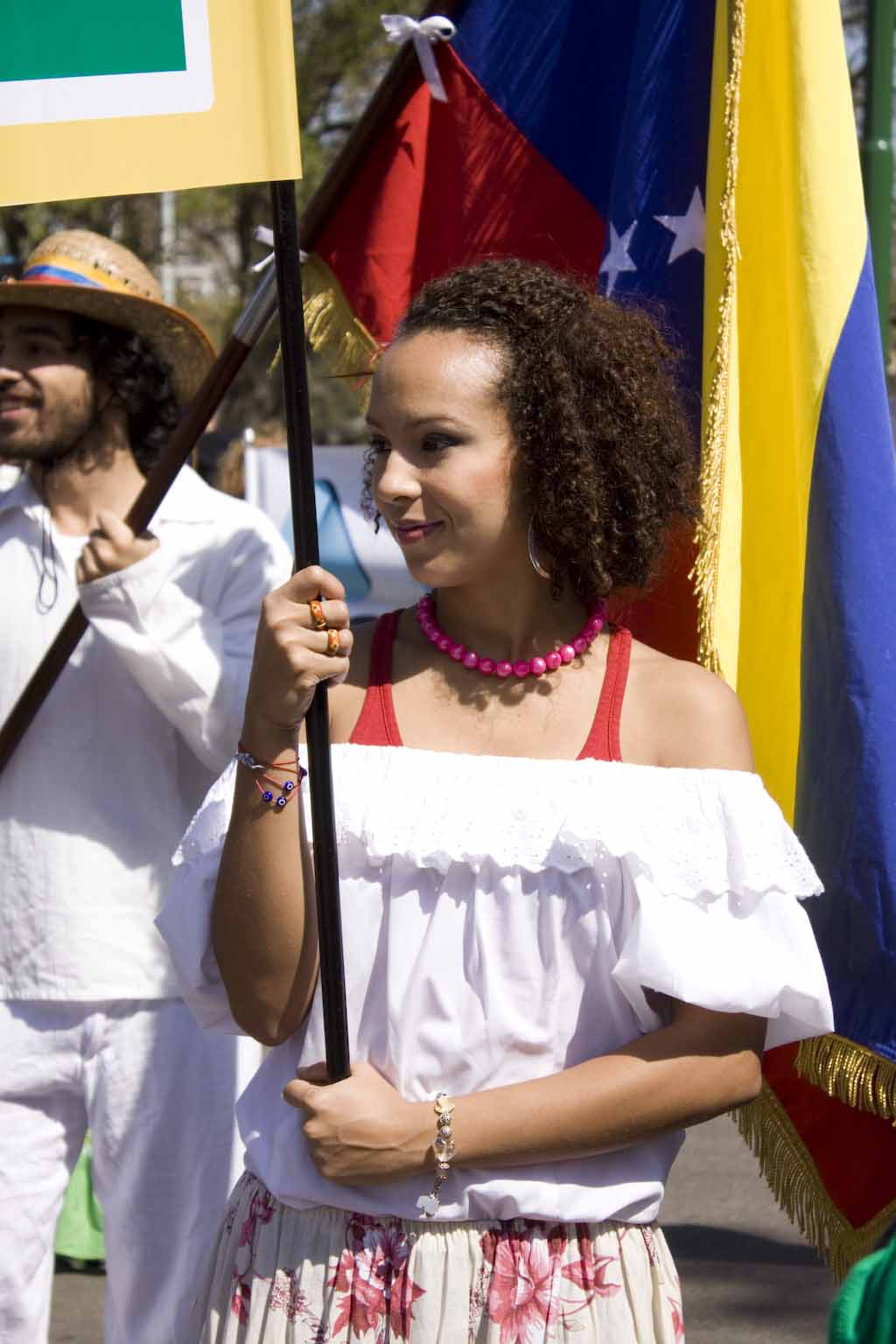
Mujer de la comunidad venezolana en el Día del Inmigrante en Buenos Aires.

Algunos de los ciudadanos venezolanos que llegan a Argentina son hijos de argentinos nacidos en Venezuela, o ciudadanos argentinos que se fueron para Venezuela a muy temprana edad. Sin embargo, la mayor parte de venezolanos que arriban al país no tiene ningún vínculo con el mismo y lo hacen empleando la visa del Mercosur, lo que les facilita los trámites. Desde 2016, cada semana 600 venezolanos emigran hacia Argentina en busca de oportunidades.
Durante los primeros tres meses del año 2017, Argentina otorgó permisos de residencia a 7.611 venezolanos, y se esperó que estas cifras sean similares, o incluso mayores, para lo que restara del año, siendo en su mayoría personas jóvenes, estudiantes y profesionales. Se estimó que para ese año, arribaran otros 15.000 venezolanos.
En 2018, el gobierno argentino anunció que simplificaría los trámites de residencia para aquellos venezolanos que deseen radicarse en la nación austral, lo que realizó según la disposición 594/2018, flexibilizando el proceso de migración para los venezolanos.
El 21 de mayo de 2018, el Ministro de Relaciones Exteriores, Jorge Faurie, declaró que Argentina seguirá dando asilo a ciudadanos venezolanos
Según la administración de Nicolás Maduro, en septiembre de 2018, se comenzaron a registrar casos de venezolanos que regresaban a su país empujados por la situación local. Al 13 de abril de 2019, unos 344 venezolanos habían sido repatriados a través del plan "Vuelta a la Patria", promovido por el gobierno venezolano, una cifra significativamente menor en comparación a los retornados de Brasil (6965), Perú (2661), Ecuador (2627), y Colombia (764), pero relativamente mayor a los de República Dominicana (276), Chile (272), y Panamá (1).
A enero de 2019, de acuerdo a datos de la Dirección Nacional de Migraciones (DNM), las radicaciones de ciudadanos venezolanos se han quintuplicado en los últimos dos años, llegando a las 114.557, aunque según estimaciones oficiales, los ingresos en el mismo periodo fueron aún mayores, ubicándose en los 130.000. El informe también destacó que, en 2018, los inmigrantes provenientes de Venezuela encabezaron, por primera vez en la historia, el ranking de extranjeros radicados en Argentina, superando a los de nacionalidad paraguaya y boliviana, hasta entonces los de mayor flujo migratorio en el país, y detalló a futuro el arribo de unos 100.000 venezolanos más En junio de 2021 el ministro del Interior, Eduardo de Pedro, anunció la puesta en marcha de un programa destinado a conceder el Documento Nacional de Identidad y residencia temporaria por dos años a 6.800 niños y adolescentes venezolanos que ingresaron al país de manera irregular y, en muchos casos, en situación de vulnerabilidad.
Según un informe de la Organización Internacional del Trabajo (OIT), el 80,4% de los inmigrantes venezolanos en Argentina se encuentran ocupados; el 55% en calidad de empleado, el 25,4% de manera independiente, y otro 15,6% está desempleado. El 70% tiene un salario que oscila entre el mínimo y el doble del mínimo. Por rama de actividad, el 43% se dedica al comercio; el 26% al transporte (taxis, plataformas como Uber); el 6% a la salud; 3% informática, entre otras actividades. El 86% de los hombres y el 82% de las mujeres cuenta con un oficio o profesión. Casi el 71% está en la economía informal, mientras que un 29%, en la formalidad, según un relevamiento realizado entre agosto y septiembre de 2019 sobre población venezolana residente en Buenos Aires.

## Resultados censales
| Venezolanos viviendo en Argentina | Venezolanos viviendo en Argentina | Venezolanos viviendo en Argentina | Venezolanos viviendo en Argentina | Venezolanos viviendo en Argentina |
| Año                               | Venezolanos en Argentina          | Crecimiento Intercensal           | Censo de población                | Referencia                        |
| --------------------------------- | --------------------------------- | --------------------------------- | --------------------------------- | --------------------------------- |
| 1991                              | 1 934 venezolanos                 | Sin cambios                       | Censo argentino de 1991           | [ 32 ]                            |
| 2001                              | 2 774 venezolanos                 | + 43,4 %                          | Censo argentino de 2001           | [ 33 ]                            |
| 2010                              | 6 379 venezolanos                 | + 130 %                           | Censo argentino de 2010           | [ 34 ]                            |
| 2022                              | 161 495 venezolanos               | + 2400 %                          | Censo argentino de 2022           | [ 34 ]                            |

### Por provincia
| Cantidad de venezolanos viviendo en Argentina distribuidos por Provincias según los censos argentinos de población y vivienda del año 2001 y 2010 | Cantidad de venezolanos viviendo en Argentina distribuidos por Provincias según los censos argentinos de población y vivienda del año 2001 y 2010 | Cantidad de venezolanos viviendo en Argentina distribuidos por Provincias según los censos argentinos de población y vivienda del año 2001 y 2010 | Cantidad de venezolanos viviendo en Argentina distribuidos por Provincias según los censos argentinos de población y vivienda del año 2001 y 2010 | Cantidad de venezolanos viviendo en Argentina distribuidos por Provincias según los censos argentinos de población y vivienda del año 2001 y 2010 | Cantidad de venezolanos viviendo en Argentina distribuidos por Provincias según los censos argentinos de población y vivienda del año 2001 y 2010 |
| Puesto | Provincia | Censo Argentino de 2010 | Porcentaje Censo de 2010 | Censo Argentino de 2001 | Porcentaje Censo de 2001 |
| --- | --- | --- | --- | --- | --- |
| 1° | Ciudad de Buenos Aires | 3 002 | 47,06 % | 997 | 35,94 % |
| 2° | Buenos Aires | 1 803 | 28,26 % | 1 113 | 40,12 % |
| 3° | Córdoba | 362 | 5,67 % | 181 | 6,52 % |
| 4° | Santa Fe | 229 | 3,58 % | 140 | 5,04 % |
| 5° | Mendoza | 173 | 2,71 % | 90 | 3,24 % |
| 6° | Neuquén | 168 | 2,63 % | 37 | 1,33 % |
| 7° | Chubut | 151 | 2,36 % | 19 | 0,68 % |
| 8° | Río Negro | 133 | 2,08 % | 29 | 1,04 % |
| 9° | Entre Ríos | 63 | 0,98 % | 16 | 0,57 % |
| 10° | Tucumán | 48 | 0,75 % | 41 | 1,47 % |
| 11° | Salta | 37 | 0,58 % | 22 | 0,79 % |
| 12° | Santa Cruz | 33 | 0,51 % | 9 | 0,32 % |
| 13° | San Juan | 28 | 0,43 % | 17 | 0,61 % |
| 14° | Chaco | 22 | 0,34 % | 3 | 0,10 % |
| 15° | Tierra del Fuego | 21 | 0,32 % | 7 | 0,25 % |
| 16° | La Pampa | 19 | 0,29 % | 7 | 0,25 % |
| 17° | Misiones | 18 | 0,28 % | 7 | 0,25 % |
| 18° | Catamarca | 17 | 0,26 % | 1 | 0,03 % |
| 19° | San Luis | 12 | 0,18 % | 15 | 0,54 % |
| 20° | La Rioja | 10 | 0,15 % | 4 | 0,14 % |
| 21° | Santiago del Estero | 10 | 0,15 % | 4 | 0,14 % |
| 22° | Corrientes | 9 | 0,14 % | 7 | 0,25 % |
| 23° | Jujuy | 8 | 0,12 % | 5 | 0,18 % |
| 24° | Formosa | 3 | 0,04 % | 3 | 0,10 % |
| TOTAL | Argentina | 6 379 | 100 % | 2 774 | 100 % |
| Fuente: Instituto Nacional de Estadística y Censos (INDEC)                                                                                        | | | | | |

## Distribución territorial

Porcentaje de venezolanos en Argentina por provincia, según el censo de 2022.

El censo argentino de 2022 registró 161.495 personas nacidas en Venezuela. La siguiente tabla muestra la distribución en las 23 provincias y la Ciudad Autónoma de Buenos Aires según los datos del censo:

Venezolanos residiendo en el Gran Buenos Aires, según el censo de 2022.

| Rango | Provincia                | Nacidos en Venezuela | Porcentaje |
| ----- | ------------------------ | -------------------- | ---------- |
| 1     | Ciudad de Buenos Aires   | 84.834               | 55,30%     |
| 2     | Buenos Aires (Provincia) | 52.439               | 30,95%     |
| 3     | Córdoba                  | 7.235                | 4,07%      |
| 4     | Neuquén                  | 4.104                | 2,46%      |
| 5     | Santa Fe                 | 2.906                | 1,57%      |
| 6     | Mendoza                  | 2.703                | 1,50%      |
| 7     | Río Negro                | 1.187                | 0,71%      |
| 8     | Chubut                   | 959                  | 0,57%      |
| 9     | Tucumán                  | 653                  | 0,33%      |
| 10    | Entre Ríos               | 588                  | 0,32%      |
| 11    | Salta                    | 548                  | 0,32%      |
| 12    | San Luis                 | 406                  | 0,25%      |
| 13    | San Juan                 | 404                  | 0,25%      |
| 14    | Corrientes               | 365                  | 0,24%      |
| 15    | Misiones                 | 359                  | 0,22%      |
| 17    | Jujuy                    | 339                  | 0,18%      |
| 16    | Santa Cruz               | 338                  | 0,18%      |
| 19    | La Pampa                 | 268                  | 0,14%      |
| 17    | Santiago del Estero      | 211                  | 0,12%      |
| 20    | Tierra del Fuego         | 178                  | 0,11%      |
| 21    | Chaco                    | 176                  | 0,09%      |
| 22    | Catamarca                | 91                   | 0,05%      |
| 23    | La Rioja                 | 87                   | 0,04%      |
| 24    | Formosa                  | 72                   | 0,04%      |
| TOTAL | Argentina                | 161.495              | 100 %      |

## Flujos migratorios
La radicación de inmigrantes venezolanos en Argentina ha tenido un crecimiento sostenido desde 2007, dando un salto importante desde 2015 en adelante.
| 2004  | 157     |
| 2005  | 148     |
| 2006  | 489     |
| 2007  | 1.066   |
| 2008  | 1.070   |
| 2009  | 1.036   |
| 2010  | 1.274   |
| 2011  | 1.592   |
| 2012  | 2.121   |
| 2013  | 2.415   |
| 2014  | 3.757   |
| 2015  | 13.049  |
| 2016  | 24.347  |
| 2017  | 27.075  |
| 2018  | 70.531  |
| 2019  | 65.074  |
| 2020  | 34.617  |
| 2021  | 102.058 |
| 2022  | 39.714  |
| 2023  | 30.882  |
| Total | 407.814 |